# Brigadir
Brigadir (brigadirka) je najviši časnički vojni čin u Hrvatskoj vojsci. Ispod je brigadnog generala, a iznad pukovnika. U Američkoj vojsci odgovara činu colonel. I u drugim vojskama postoji čin brigadira.
U Hrvatskoj ratnoj mornarici odgovara činu kapetana bojnog broda.